# Andreas Schumann (Politiker)

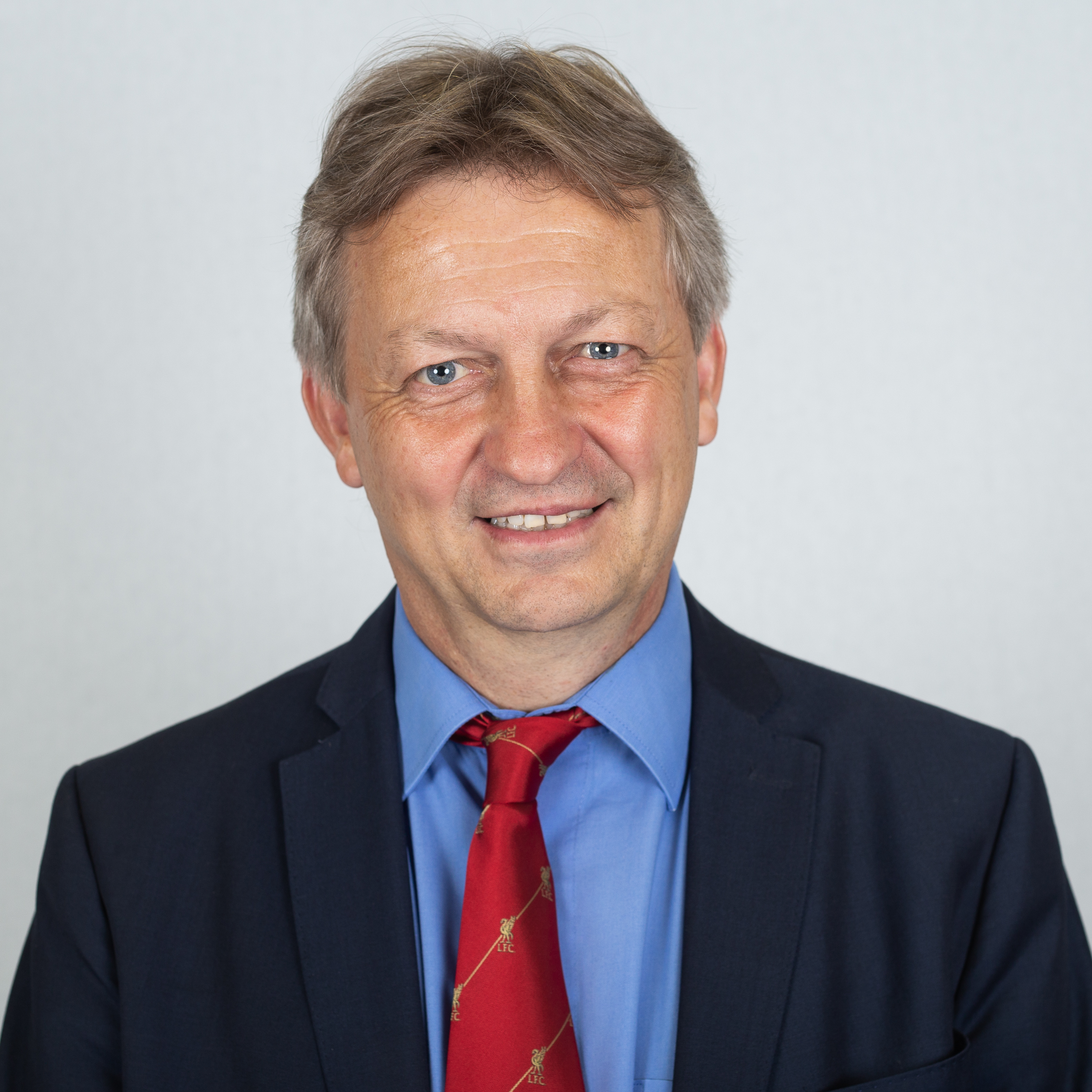
Andreas Schumann (2018)

Andreas Schumann (* 9. Juni 1964 in Ebersbach/Sa.) ist ein deutscher Politiker (CDU). Er ist seit 2016 Abgeordneter im Landtag von Sachsen-Anhalt.

## Leben
Schumann wurde als Sohn eines Kirchenmusikers und einer Krankenschwester geboren. Nach dem Besuch der Polytechnischen Oberschule in Augustusburg absolvierte er von 1981 bis 1983 in Karl-Marx-Stadt eine Ausbildung zum Instandhaltungsmechaniker. Von 1983 bis 1985 leistete er als Bausoldat Wehrdienst bei der NVA. 1985 nahm er ein Studium der Musik und Musikpädagogik an der Hochschule für Musik Carl Maria von Weber Dresden auf, das er 1990 als Diplom-Musiker/Musikpädagoge abschloss.
Schumann erlernte zunächst das Trompetenspiel, später auch das Klavier- und Posaunenspiel an der Musikschule Flöha. 1988 war er Substitut an der Robert-Schumann-Philharmonie in Karl-Marx-Stadt. Seit 1989 ist er als Posaunist Mitglied der Magdeburgischen Philharmonie. Schumann arbeitete ab 1990 als Musikpädagoge an der Kreismusikschule Oschersleben und wechselte 1999 in gleicher Funktion zum Konservatorium Georg Philipp Telemann in Magdeburg. Seine Tätigkeiten bei Philharmonie und Konservatorium ruhen seit der Annahme seines Landtagsmandates.

## Politik
Schumann ist seit 1999 Mitglied der CDU und seit 2006 Vorsitzender des CDU-Ortsverbandes Magdeburg-Südost.
Seit 2009 ist er Mitglied des Magdeburger Stadtrats. Von 2014 bis 2019 war er Vorsitzender des Stadtrates Magdeburg.
Bei der Landtagswahl in Sachsen-Anhalt 2016 kandidierte er als Direktkandidat im Landtagswahlkreis Magdeburg IV und auf Platz 30 der Landesliste der CDU. Er gewann das Direktmandat mit 27,9 % der Erststimmen. Im Landtag war er von Juni 2016 bis Juni 2018 Mitglied des Ausschusses für Petitionen. Von Juni 2016 bis Januar 2021 war er Mitglied des Ausschusses für Bildung und Kultur. Später in der Wahlperiode war er von Juni 2018 bis Juli 2021 Mitglied des Ausschusses für Umwelt und Energie sowie von Januar 2020 bis Juli 2021 jeweils Mitglied des Ausschusses für Recht, Verfassung und Gleichstellung sowie des Wahlprüfungsausschusses. Zum Ende der Wahlperiode war er kurzzeitig von Januar bis Juli 2021 Mitglied des Ausschusses für Ernährung, Landwirtschaft und Forsten. Schumann war Vorsitzender der Enquete-Kommission „Stärkung der Demokratie“ und ordentliches Mitglied der Enquete-Kommission Linksextremismus in Sachsen-Anhalt. Am 28. August 2019 wurde er für den Rest der Wahlperiode zum Schriftführer gewählt.
Bei der Landtagswahl in Sachsen-Anhalt 2021 kandidierte er erneut im Landtagswahlkreis Magdeburg IV und zusätzlich auf Platz 29 der Landesliste der CDU. Er verteidigte das Direktmandat mit 33,2 % der Erststimmen. In der achten Wahlperiode des Landtages ist er Mitglied des Ausschusses für Wirtschaft und Tourismus und Mitglied des Ausschusses für Bundes- und Europaangelegenheiten, Medien sowie Kultur.

## Mitgliedschaften und Ehrenamt
Schumann war bzw. ist unter anderem wie folgt ehrenamtlich und gesellschaftlich tätig: 
- von 1999 bis 2014 und erneut seit 2022 Trainer des Fußballnachwuchses des VfB Ottersleben e. V.
- seit 2006 Mitglied im Vorstand des VfB Ottersleben e. V.
- seit 2015 Mitglied im Förderverein des Magdeburger Dommuseums e. V.
- seit 2015 Vorsitzender des Domglockenvereins Magdeburg e. V.
- seit Oktober 2021 Präsident des Chorverbandes Sachsen-Anhalt e. V.

## Privates
Andreas Schumann ist seit 1989 verheiratet und hat eine Tochter sowie einen Sohn.